# Thierry Hazard (football)
Ne doit pas être confondu avec Thierry Hazard.
Pour les articles homonymes, voir Hazard.
Thierry Hazard, né le 22 février 1966 à Braine-le-Comte en Belgique, est un ancien footballeur semi-professionnel belge qui évoluait au poste de libéro ou de défenseur, reconverti comme dirigeant de club puis agent de joueurs.
Il est le père et l'agent d'Eden, Thorgan et Kylian Hazard, tous les trois footballeurs professionnels, ainsi que d'Ethan Hazard.

## Biographie

### Carrière sportive
Thierry Hazard évolue au poste de libéro ou de défenseur et réalise une grande partie de sa carrière dans des clubs amateurs belges. Il joue par deux fois sous les couleurs du Royal Stade brainois, club dont son père Francis est un des membres fondateurs. 
Il obtient le statut de joueur semi-professionnel lors de son passage à la Louvière, en deuxième division belge, entre 1991 et 1996. Il renonce par la suite à son rêve de professionnalisme et évolue de nouveau au niveau amateur jusqu'à sa retraite sportive en 2001.
Il exerce ensuite le métier de professeur de sport.

### Famille

#### Football omniprésent
Thierry Hazard est marié avec Carine Vanderbecq, elle aussi joueuse de football dans sa jeunesse. Elle évoluait en première division féminine au poste d'attaquante,,. C'est d'ailleurs en marge d'une rencontre de football que les époux se sont croisés pour la première fois.
Le couple a quatre fils, tous footballeurs professionnels. 
L'aîné Eden (né en 1991) est champion de France avec le LOSC en 2011 avant d'évoluer à Chelsea puis au Real Madrid et de devenir un pilier de la sélection belge. 
Thorgan (né en 1993) débute à Lens avant de signer à Chelsea sans s'y imposer, il joue ensuite pour Zulte Waregem avant d'exploser en Bundesliga, au Borussia M'gladbach puis au Borussia Dortmund. 
Kylian (né en 1995) évolue dans le championnat belge, il tente en 2015 une expérience en Hongrie avant de brièvement passer par Chelsea lui aussi, en 2017.
Ethan (né en 2003) intègre les équipes des jeunes du Royal Union Tubize Braine et évolue en milieu offensif au sein du club. Il participe à la King’s World Cup (Mexique) aux côtés de ses deux frères, Eden et Kylian, en 2024.
Thierry et Carine Hazard suivent avec une grande attention les carrières de leurs enfants et parcourent de nombreux kilomètres pour assister aux matches,.

#### Projet commun et controverse
En juin 2019, Thierry Hazard est officiellement inscrit comme agent de joueurs auprès de l'Union royale belge de football via la société Hazard Boys Team, qu'il a créée conjointement avec ses fils, dont il suit le projet de carrière depuis 2014.
À la suite de cette inscription, Thierry est accusé par plusieurs médias belges de profiter des transferts de ses enfants pour empocher d'importantes commissions sur les indemnités de transferts, qui s'annoncent alors très élevées. Ces soupçons sont notamment dus au fait que Thierry Hazard devient officiellement agent à un moment où deux de ses fils (et de fait clients) préparent de gros transferts.
Hazard réagit en indiquant que sa société a uniquement pour but d'accompagner les carrières de ses fils et qu'il n'essaie pas de « toucher le pactole ». Il indique également qu'une licence d'agent lui était nécessaire pour s'occuper du transfert de Kylian, à cause de la réglementation belge, et que sa société n'a vocation à travailler avec aucun autre joueur que ses trois fils.

### Carrière de dirigeant
En plus de suivre ses fils, Thierry entraine brièvement l'équipe fanion du RS Brainois en 2016 avant de devenir dirigeant du club. Il est décrit par David Bourlard, l'entraineur de l'équipe, comme un dirigeant simple et respectueux, qui n'hésite pas à tondre lui-même la pelouse si besoin.
Au printemps 2021, il participe à la fusion entre son club et l'AFC Tubize, bien qu'il rejette toute idée de rapprochement entre les deux clubs lorsque les premières rumeurs apparaissent durant le mois de février. Cette fusion permet entre autres au RS Brainois de bénéficier de meilleures infrastructures et à Tubize de se stabiliser financièrement,. 
La fusion est officielle le 4 avril 2021, la nouvelle structure se nomme la Royale Union Tubize-Braine et doit débuter lors de la saison 2021-2022. L'école de football nouvellement créée doit accueillir 500 jeunes et le club annonce également la création d'une section féminine.